# Carylla
Carylla is een geslacht van rechtvleugeligen uit de familie krekels (Gryllidae). De wetenschappelijke naam van dit geslacht is voor het eerst geldig gepubliceerd in 2009 door Otte & Perez-Gelabert.

## Soorten
Het geslacht Carylla omvat de volgende soorten:
- Carylla cadabra Otte & Perez-Gelabert, 2009
- Carylla coamo Otte & Perez-Gelabert, 2009
- Carylla flavipes Fabricius, 1793
- Carylla fuscifrons Desutter-Grandcolas, 2003
- Carylla indomitos Otte & Perez-Gelabert, 2009
- Carylla proalbifrons Desutter-Grandcolas, 2003
- Carylla tenebrans Otte & Perez-Gelabert, 2009
- Carylla vaginalis Saussure, 1878
- Carylla vivida Otte & Perez-Gelabert, 2009